# Летња позорница у Нишкој тврђави
Летња позорница у Нишкој тврђави, је вишенаменски објекат саграђен 1959. године, у делу древне тврђаве који је првобитно био предвиђен за велику војну касарну. На њој се у летњем периоду одржавају: од значајнијих манифестација Фестивала глумачких остварења, Фестивала џеза Нишвил, Интернационалне хорске свечаности, концерти, оперске и позоришне представе и друге музичке културне и спортске манифестације, и други друштвено-политички садржаји, међу којима многи имају међународни карактер.

## Положај и капацитет
Летња позорница се налази у југоисточном делу Нишке тврђаве уз шетну стазу, десно од Стамбол капије, главног улаза у ову древну фортификацију.
Окружена је бројним културним садржајима и археолошким ископинама који у континуитету од око два миленијума говоре постојању древне тврђаве на овом простору, и угоститељским објектима, као туристичким садржајима савременог доба.
У непосредном суседству је централно језгро града, са којим је Летња позорница комуникацијски повезеан кроз Стамбол капију, мостом преко Нишаве. На педесетак метара северозападно од ње су две уметничке галерије (Павиљон у Нишкој тврђави и Салон 77), Планинарски дом и Нишвил џез музеј.
Капацитет Летње позорнице је 3.000 седишта, и стотинак стајалишта. 

## Историја
У послератном урбанистичком плану Ниша, и Нишке тврђаве је имала своје место, као посебна амбијентална целина и споменик културе од великог значај. У склопу њене ревитализације, поред Пионирског града и луткарског позоришта у оквиру остатака Пашиног конака, Зоолошког врта, Планинарског дома и Ликовних салона у у старој барутани и Бели бегове џамијеи, на ред је дошла и изградња летње позорнице.
Како импозантн простор, за манифестације са великим бројем посетилаца и извођача, Ниш на почетку друге половине 20. века није поседовао, изузев на Градском стадиону, 1950—их година донета је одлука да се изгради летња позорница у Нишкој тврђави и тако обезбеди простор за извођење бројних културних садржаја у летњем периоду, са неколико хиљада посетилаца.
Радови су изведени по по пројекту архитекте Гриегорија Самојлова 1959. године у бетону, камену и дрвету.
Ова специфична архитектонска грађевина, одличних акустичких карактеристика, изведена је тако да су оптималним искоришћењем камених зидина древне Нишке тврђаве, остварен изузетан склад са постојећом конфигурацијом терена. Дубоко укопана затворена бина и амфитеатар велике запремине, ствара добре акустичке ефекте.
Обнова позорнице
Одлуком Министарства трговине, телекомуникација и туризма Србије и руководства Ниша, 2017. године извршена је обнова летње позорнице, у коју се, такорећи, деценијама ништа није улагало. Фиксне столице замењене су функционалнијим склапајућим седиштима, а бина позорнице обновљена је у складу са савременим архитектонским захтевима.

## Традиционалне манифестације од изградње позорнице
- Фестивал глумачких остварења Филмски сусрети — јединствена манифестација филмске уметности која искључиво вреднује креативни рад филмских глумаца. Почео је са радом 1966. на иницијативу Удружења филмских глумаца Србије. До распада Југославије нишки Филмски сусрети су били фестивал глумачких остварења свих тадашњих република Југославије а од њеног распада фестивал глумаца Србије.
- Фестивал џеза Нишвил — најпосећенији је џез фестивал југоисточне Европе, који почев од 1995. године доследно промовише европске вредности мултикултуралности и стрпљиво негује музички укус појединаца.
- Интернационалне хорске свечаности — су традиционална културна манифестација која од 1973. године негује традицију хорског натпевавања и окупља већи број домаћих и страних хорова из свих крајева света.
- Нисомнија — градски музички фестивал који се у организацијиу Културног центра Ниш, одржава од 2002. године, и обезбеђује гостовање еминентних уметника из Србије и света.